# Corunca
Corunca é uma comuna romena localizada no distrito de Mureș, na região histórica da Transilvânia. A comuna possui uma área de  km² e sua população era de 1889 habitantes segundo o censo de 2007.